# George Plimpton
Pour les articles homonymes, voir Plimpton.
George Plimpton (né le 18 mars 1927 à New York et mort dans la même ville le 25 septembre 2003) est un journaliste, essayiste, acteur et scénariste américain.
Il a joué le grand père de Carter dans la saison 7 de la série Urgences
Il fut l'un des trois fondateurs du périodique littéraire The Paris Review dont il fut l'éditeur de sa fondation en 1953 jusqu'à sa mort.

## Publications (sélection)
- Out of my League sur son expérience sur le ring face à Sugar Ray Robinson et sur les terrains de baseball du all-star game
- Paper Lion sur son expérience au sein des Detroit Lions
- The Bogey Man sur son expérience sur le PGA Tour
- Open Net
- Above New York's
- Mad Ducks and Bears
- One More July sur les camps d'éntraînements de la NFL
- The Curious Case of Sidd Finch; roman qui extrapole sa nouvelle publiée dans Sports Illustrated "April fool" où il imagine qu'un lanceur de baseball puisse atteindre la vitesse de 250 km/h
- Truman Capote

## Filmographie

### Comme acteur

#### Cinéma
- 1968 : Au-dessus des lois (Beyond the Law) : Mayor
- 1968 : Le Détective (The Detective) : Reporter
- 1970 : Rio Lobo : Gunman
- 1971 : Plimpton! Did You Hear the One About? (TV)
- 1977 : The Private Files of J. Edgar Hoover de Larry Cohen : Quentin Reynolds
- 1978 : If Ever I See You Again (en) de Joseph Brooks (en) : Lawrence
- 1981 : Les Rouges (Reds) : Horace Whigham
- 1985 : Toujours prêts (Volunteers) de Nicholas Meyer : Lawrence Bourne Jr
- 1989 : Brouilles et Embrouilles (Religion, Inc.) : Dieu
- 1990 : Easy Wheels : Surgeon
- 1990 : Le Bûcher des vanités (The Bonfire of the Vanities) : Well Wisher
- 1991 : L.A. Story : Straight Weatherman
- 1991 : Le Petit Homme (Little Man Tate) : Winston F. Buckner
- 1995 : Juste Cause (Just Cause) : Elder Phillips
- 1995 : Nixon d'Oliver Stone : President's Lawyer
- 1997 : Will Hunting (Good Will Hunting) : Henry Lipkin, Psychologist
- 1998 : Les Derniers Jours du disco (The Last Days of Disco) : Clubgoer
- 1999 : En direct sur Ed TV (Edtv) de Ron Howard : Panel Member
- 2000 : Woman Found Dead in Elevator : Famous Author
- 2001 : Les Visiteurs en Amérique (Just Visiting) : Dr. Brady
- 2001 : Bullet in the Brain (voix)

#### Télévision
Georges Plimpton a fait une apparition vocale dans l'épisode La Reine de l'orthographe de la saison 12 de la série animée Les Simpson.
Il fait une présentation dans la série Mariés, deux enfants (Married… with Children) lors du 200e épisode.
Il a joué dans Urgences en jouant le grand-père Carter, saison 7.

#### Publicité
Plimpton s'est également fait remarquer par son apparition dans des publicités télévisées au début des années 1980, notamment dans une campagne mémorable pour Mattel, dans ce qui a été appelé la « première guerre (publicitaire) des consoles ». Dans cette série de spots, il vante la supériorité des graphismes et des effets sonores des jeux Intellivision par rapport à ceux de l'Atari 2600,.

### Comme scénariste
- 1968 : Le Lion de papier (Paper Lion), d'après son propre livre (George Plimpton y est incarné par Alan Alda)
- 1971 : Plimpton! Did You Hear the One About? (téléfilm)
- 1971 : Plimpton! The Great Quarterback Sneak (téléfilm)